# 大鳥機工
大鳥機工株式会社（おおとりきこう、Ohtori Kiko co.,ltd.）とは、鳥取県鳥取市に本社を置く工作機械や繊維機械などの製造販売を行う会社である。

## 沿革
- 1948年8月14日 - 大阪機工株式会社（現ニデックオーケーケー株式会社）鳥取工場を譲渡され大鳥機工株式会社設立。繊維機械製造販売
- 1954年 - JR鳥取駅南に移転し、自動二輪車（オートリ号）製造開始。
- 1957年 - 建築金物分野に進出。
- 1961年 - 工作機械分野に進出
- 1976年 - 津ノ井鉄工団地に本社移転
- 1980年 - 全面移転完了。